# VSE (sistema operatiu)
VSEn (Virtual Storage Extended) és un sistema operatiu per a ordinadors mainframe IBM, l'últim del llinatge DOS/360, que es va originar el 1965. És menys comú que z/OS i s'utilitza principalment en màquines més petites.
DOS/VSE es va introduir el 1979 com a successor de DOS/VS; al seu torn, DOS/VSE va ser succeït per VSE/SP versió 1 el 1983, i VSE/SP versió 2 el 1985. A finals de la dècada de 1980, hi havia una percepció generalitzada entre els clients de VSE que IBM planejava suspendre VSE i migrar els seus clients a MVS, tot i que IBM va cedir i va acceptar continuar produint noves versions de VSE. El febrer de 2005, IBM va anunciar z/VSE com a successor de VSE/ESA 2.7, que va ser nomenat per reflectir la nova marca System z per a la línia de productes mainframe d'IBM.  El juny de 2021, 21st Century Software Inc va anunciar que havia llicenciat el codi font z/VSE d'IBM amb la intenció de desenvolupar noves versions del sistema operatiu. Com a part d'aquesta transferència, z/VSE es va canviar el nom a VSEn.

## Visió general
DOS/360 va utilitzar originalment adreçament de 24 bits. A mesura que el maquinari subjacent va evolucionar, VSE/ESA va adquirir capacitat d'adreçament de 31 bits.
IBM va llançar la versió 4 de z/VSE, que requereix maquinari z/Architecture de 64 bits i pot utilitzar l'adreçament en mode real de 64 bits, el 2007. Amb z/VSE 5.1 (disponible des de 2011) z/VSE va introduir objectes de memòria i adreçament virtual de 64 bits (parts d'emmagatzematge virtual), que s'assignen per sobre de 2 GB.

## Interfícies d'usuari

### Llenguatge de control de treballs (JCL)
Un llenguatge de control de treball (JCL) que continua en l'orientació de paràmetres posicionals dels sistemes DOS anteriors és la interfície d'usuari principal de processament per lots de VSEn. També hi ha una altra interfície especial per als operadors de la consola del sistema.

### Més enllà del lot
VSEn, com els sistemes z/OS, havia proporcionat tradicionalment 3270 interfícies d'usuari de terminal. Tanmateix, la majoria de les instal·lacions de VSEn com a mínim han començat a afegir accés al navegador web a les aplicacions de VSEn. El TCP/IP de VSEn és una opció de preu independent per raons històriques i està disponible en dues versions diferents de dos venedors. Tots dos venedors proporcionen una pila TCP/IP amb funcions completes amb aplicacions, com ara telnet i FTP. Una pila TCP/IP només proporciona comunicació IPv4, l'altra comunicació IPv4 i IPv6. A més de les piles TCP/IP disponibles comercialment per a VSEn, IBM també proporciona el mètode Linux Fastpath que utilitza connexions IUCV o Hipersockets per comunicar-se amb un convidat Linux, que també s'executa al mainframe.
Mitjançant aquest mètode, el sistema VSE n és capaç d'explotar plenament la pila TCP/IP nativa de Linux.
IBM recomana que els clients de z/VSE executin Linux a IBM Z juntament, al mateix sistema físic, per proporcionar un altre entorn d'aplicacions de 64 bits que pugui accedir i ampliar aplicacions i dades z/VSE mitjançant Hipersockets utilitzant una gran varietat de programari intermedi.. CICS, un dels sistemes de processament de transaccions empresarials més populars, és molt popular entre els usuaris de VSEn i ara implementa innovacions recents com ara serveis web. Db2 també està disponible i popular.

## Suport al dispositiu
VSEn pot utilitzar dispositius ECKD, FBA i SCSI. L'accés de canal de fibra als dispositius d'emmagatzematge SCSI estava disponible inicialment a z/VSE 3.1 de manera limitada (incloent-hi el servidor d'emmagatzematge empresarial d'IBM (ESS), IBM System Storage DS8000, sèrie DS6000), però les limitacions van desaparèixer amb 4.2 (incloent així IBM Storwize). V7000, V5000, V3700 i V9000).